# Ordine di Ouissam Alaouite
L'Ordine di Ouissam Alouite è un Ordine cavalleresco del regno del Marocco.

## Storia
L'Ordine di Ouissam Alaouite venne creato durante il periodo coloniale quando i francesi occupavano il Marocco. L'onorificenza venne creata per ricompensare però quanti si fossero dimostrati fedeli all'autorità statale che apparentemente era indipendente ma che, di fatto, traeva la propria fonte di potere dalla Francia.
Durante la Seconda guerra mondiale l'Ordine di Ouissam Alaouite venne concesso frequentemente a membri dell'esercito degli Stati Uniti impegnati nell'Operation Torch, l'invasione dell'allora Marocco francese da parte delle truppe alleate. Il Marocco fu un protettorato francese dal 1912 al 1956 e la decorazione venne concessa anche a molti militari francesi durante questo arco di tempo.
Dopo la dichiarazione d'indipendenza del Marocco nel 1956, l'Ordine passò alla monarchia che lo mantenne attivo.

## Classi
L'Ordine disponeva delle seguenti classi di benemerenza:
- Cavaliere di Gran Croce
- Grand'Ufficiale
- Commendatore
- Ufficiale
- Cavaliere

| Nastri (1913-1956) |           |              |                 |                         |
| Cavaliere          | Ufficiale | Commendatore | Grand'Ufficiale | Cavaliere di Gran Croce |

| Nastri (1956-oggi) |           |              |                 |                         |
| Cavaliere          | Ufficiale | Commendatore | Grand'Ufficiale | Cavaliere di Gran Croce |

## Insegne
La medaglia è costituita da una stella a cinque punte smaltata di bianco e bordata d'oro, circondata da una corona d'alloro smaltata di verde, il tutto avente al centro un medaglione smaltato di rosso scuro con iscrizioni in arabo dorate. La medaglia è sostenuta al nastro attraverso una corona d'alloro smaltata di verde.
La placca riprendeva le medesime decorazioni della medaglia montate su una stella raggiante in oro.
Il nastro dell'Ordine era arancio durante il periodo coloniale, mentre attualmente è rosso con una striscia bianca per parte.